# Ox-Fanzine
Ox-Fanzine és un fanzín musical alemany fundat el 1988 i enfocat a la subcultura punk que inclou ressenyes de còmics, llibres i pel·lícules.

## Història
Ox-Fanzine va ser fundat l'any 1988 per Joachim Hiller i Biggi Häußler i el seu primer número va publicar-se el gener de 1989. El fanzín va rebre el nom del gat de Häußler, que va protagonitzar la primera portada. Més endavant, Ox es va fusionar amb el fanzín Faces the Facts i s'hi va sumar al seu editor, Thomas Hähnel, tot i que després Häußler i Hähnel ho van deixar per a centrar-se en altres projectes, quedant Hiller com a únic editor. A la dècada del 1990 Hiller es va traslladar a Solingen establint-hi Ox.
Des del primer número l'Ox-Fanzine dedica una pàgina a receptes vegetarianes, fet a partir del qual Hiller i la seva companya Uschi Herzer han publicat cinc llibres de cuina, el darrer dels quals completament vegà.
L'11 de febrer de 2009, Ox-Fanzine i l'associació musical Cow Club de Soligen van organitzar un concert d'aniversari del número 100 de la revista amb Wire, Jingo de Lunch, EA80 i altres grups.
Frankenpost ha qualificat Ox com la «la revista hardcore i punk més important del món de parla alemanya». El gener de 2019, el setmanari Der Freitag va escriure un article sobre com Ox ha mantingut una audiència estable malgrat el declivi de les revistes musicals.

## Llibres
- Herzer. Das Ox-Kochbuch: Das Ox-Kochbuch: Vegetarische und vegane Rezepte nicht nur für Punks (en alemany).  Ventil Verlag, 1997. ISBN 9783930559305.
- Herzer. Das Ox-Kochbuch 2: Moderne vegetarische Küche für Punkrocker und andere Menschen (en alemany).  Ventil Verlag, 2000. ISBN 3930559595.
- Hiller, Joachim. Ox, Das Buch (en alemany).  Ventil Verlag, 2003. ISBN 3930559897.
- Herzer. Das Ox-Kochbuch 3: Kochen ohne Knochen. Die feine fleischfreie Punkrock-Küche (en alemany).  Ventil Verlag, 2004. ISBN 3931555992.
- Herzer. Das Ox-Kochbuch 4: Noch mehr vegetarische und vegane Punk-Rezepte (en alemany).  Ventil Verlag, 2009. ISBN 978-3931555573.
- Herzer. Das Ox-Kochbuch 5: Kochen ohne Knochen - Mehr als 200 vegane Punk-Rezepte (en alemany).  Ventil Verlag, 2012. ISBN 978-3931555283.